# Stadtkirche Schiltach

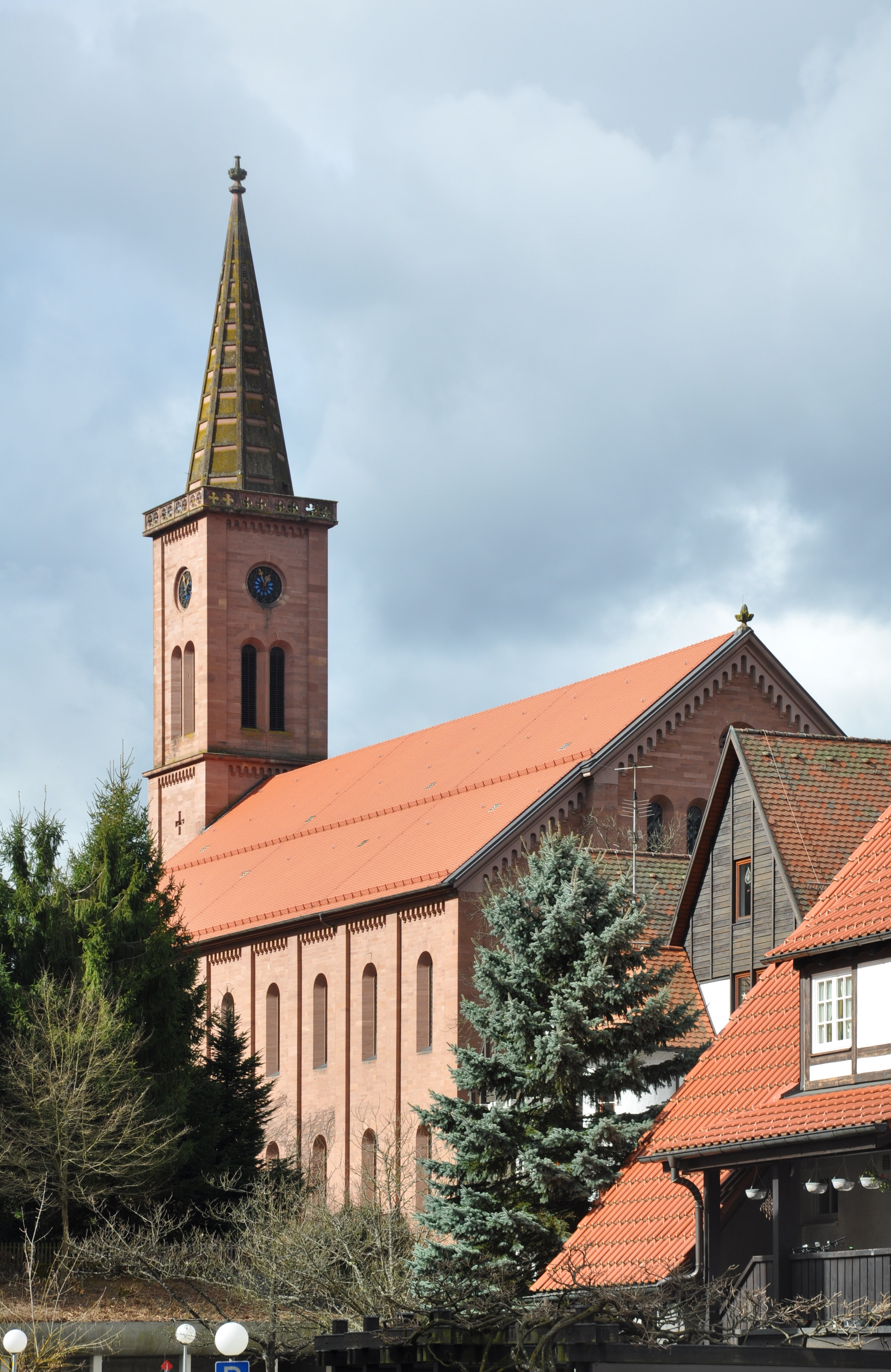
Stadtkirche Schiltach

Die Stadtkirche Schiltach in Schiltach im Schwarzwald, Baden-Württemberg  zählt zu den größten evangelischen Kirchen in Baden.

## Beschreibung
Sie wurde nach dem Brand der alten gotischen Kirche von 1839 bis 1843 erbaut. Die Grundsteinlegung erfolgte am 22. Oktober 1839, die Einweihung am 25. April 1843. Sie ist 49 m lang, 24 m breit, hat eine Firsthöhe von 27 m, der Kirchturm ist 54 m hoch. Die Bauleitung hatte der Architekt Heinrich Leonhardt.
Der Sandsteinbau ist im byzantinischen Stil ausgeführt. Im Kircheninneren befinden sich Säulen auf drei Seiten des Raumes, die mit Rundbögen verbunden sind. Die Säulen tragen eine umlaufende Empore. Auf den Längsseiten befinden sich zwei übereinanderliegende Fensterreihen.
Das Kircheninnere ist schmucklos gehalten, streng, nüchtern, schlicht. Ein Stuckrundbogen mit umlaufendem Weinstockfries schmückt die Rückwand des Altarraumes. Dort befand sich auch die ursprüngliche Kanzel.

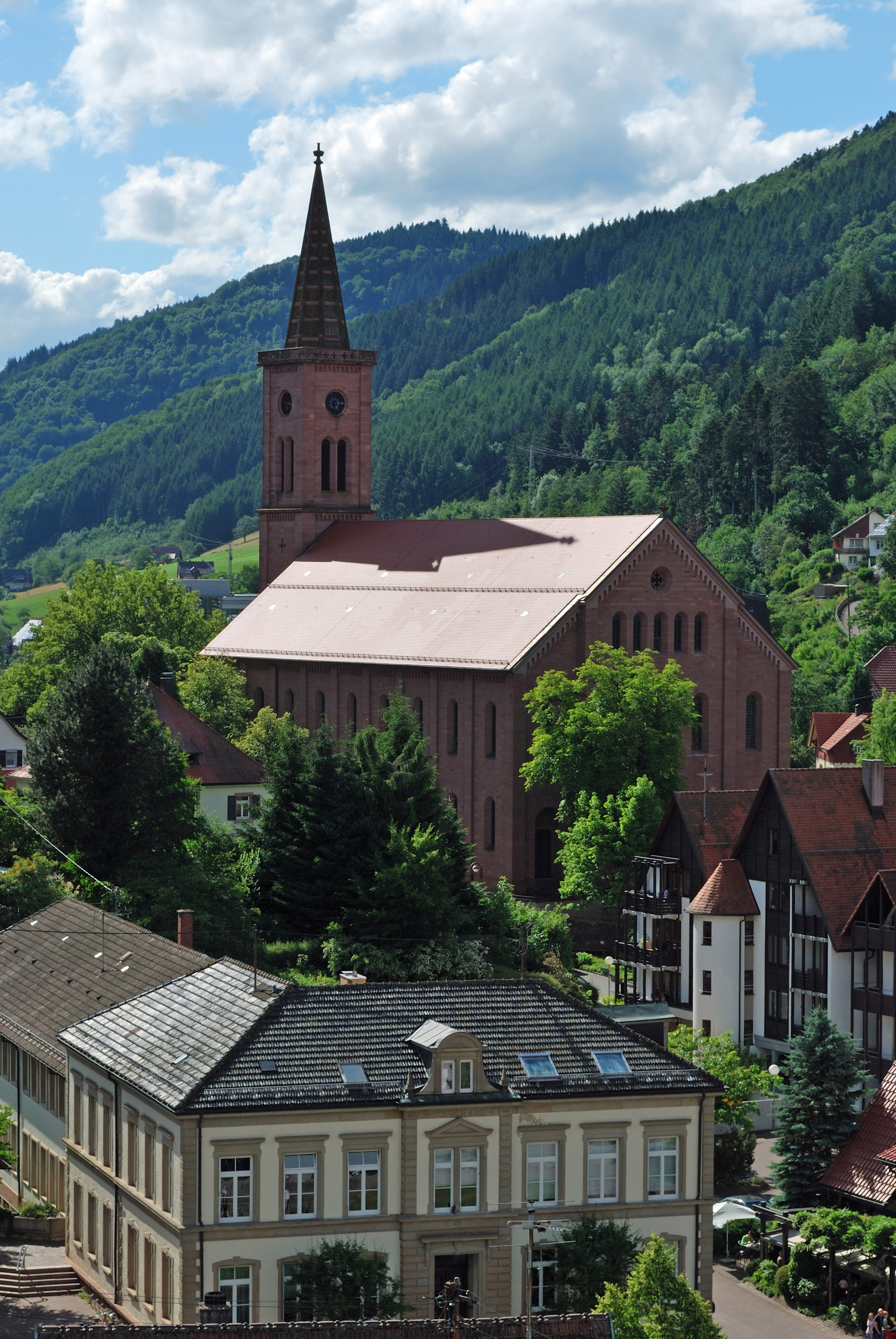
Die Stadtkirche vom Schlossberg aus; unten Pfarrhaus

1858 spendete der badische Großherzog bei einem Besuches Schiltachs eine zweite Kanzel mit schönen Holzschnitzereien. Dadurch sollte eine bessere akustische Verständlichkeit und die Verminderung einer Überbeanspruchung des Predigers erreicht werden. Die alte Kanzel diente dann nur mehr zum Silvestergottesdienst, weswegen sie auch Silvesterkanzel genannt wurde. Bei der Renovierung 1981 wurde sie entfernt und befindet sich heute auf der Empore. Ein über der Silvesterkanzel befindliches großes Christusgemälde wurde übermalt.
Das Kirchspiel umfasst Schiltach mit Lehengericht und Reichenbächle, dessen Einwohner auch für die Kosten aufkommen mussten. Aufgrund von Sparzwängen verzichtete man auf viele Ausschmückungen. Nach Abschluss des Baues und Einweihung kam es dann schließlich zu Zwangsvollstreckungen, so dass sich die Stadt Schiltach bankrott meldete. Das Bezirksamt lehnte jedoch die Bankrotterklärung ab und so mussten die Stadt Schiltach und auch die damals selbstständige Gemeinde Lehengericht jahrzehntelang ihre Bauschulden abtragen.
Das ursprüngliche Gestühl aus Holzbänken bot 1400 Besuchern Platz, es wurde 1981 gegen Stühle ausgetauscht. Das Kirchspiel zählte damals 4500 Seelen, wegen der wachsenden industriellen Entwicklung rechnete man mit einer Zunahme der Zahl der Gläubigen.

## Orgel
Die 1981 gebaute Orgel der Firma Heintz nimmt den Raum zwischen dem Stuckrundbogen mit dem Weinstockfries ein. Sie hat 40 Register auf drei Manualen und Pedal mit insgesamt 2835 Pfeifen. 2006 wurde das Werk von der Erbauerfirma renoviert. Die Orgel ersetzt ein Werk der Firma Walcker aus dem Jahr 1932.
| I Hauptwerk C–g3 |           |       |
| 1.               | Gemshorn  | 16′   |
| 2.               | Principal | 8′    |
| 3.               | Bourdon   | 8′    |
| 4.               | Prestant  | 4′    |
| 5.               | Nazard    | 2 ⁄3′ |
| 6.               | Doublette | 2′    |
| 7.               | Cornet V  | 8′    |
| 8.               | Mixtur V  | 2′    |
| 9.               | Trompete  | 8′    |

| II Schwellwerk C–g3 |                 |       |
| 10.                 | Bourdon         | 16′   |
| 11.                 | Holzflöte       | 8′    |
| 12.                 | Gamba           | 8′    |
| 13.                 | Voix céleste    | 8′    |
| 14.                 | Principal       | 4′    |
| 15.                 | Traversflöte    | 4′    |
| 16.                 | Blockflöte      | 2′    |
| 17.                 | Larigot         | 1 ⁄3′ |
| 18.                 | Fourniture IV–V | 2 ⁄3′ |
| 19.                 | Fagott          | 16′   |
| 20.                 | Hautbois        | 8′    |
| 21.                 | Clairon         | 4′    |
|                     | Tremulant       |       |

| III Rückpositiv C–g3 |            |        |
| 22.                  | Bourdon    | 8′     |
| 23.                  | Prinzipal  | 4′     |
| 24.                  | Rohrflöte  | 4′     |
| 25.                  | Prinzipal  | 2′     |
| 26.                  | Quinte     | 2 ⁄3′  |
| 27.                  | Terz       | 1 3⁄5′ |
| 28.                  | Zimbel III |        |
| 29.                  | Cromorne   | 8′     |
| 30.                  | Vox humana | 8′     |
|                      | Tremulant  |        |

| Pedal C–f1 |                  |     |
| 31.        | Subbaß           | 16′ |
| 32.        | Prinzipal        | 16′ |
| 33.        | Oktavbaß         | 8′  |
| 34.        | Gedeckt          | 8′  |
| 35.        | Choralbaß        | 4′  |
| 36.        | Nachthorn        | 2′  |
| 37.        | Rauschpfeife III |     |
| 38.        | Posaune          | 16′ |
| 39.        | Trompete         | 8′  |
| 40.        | Schalmei         | 4′  |

- Koppeln: II/I, III/I, I/P, II/P, III/P
- Spielhilfen: 1 freie Drehkombination

## Glocken
Im Turm der Stadtkirche hängen vier Glocken. Die kleinste stammt aus dem Jahr 1833, die übrigen wurden 1949 gegossen. Sie sind auf es′ – ges′ – as′ – b′ gestimmt.